# Peter Agre

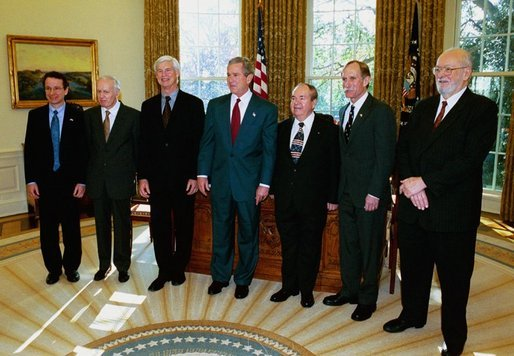
Peter Agre (al doilea din dreapta) cu alţi laureaţi ai Premiului Nobel şi Preşedintele american George W. Bush

Peter Agre (n. 30 ianuarie 1949, Northfield⁠(d), Minnesota, SUA) este un chimist american, laureat al Premiului Nobel pentru chimie (2003).

## Interviuri
- en  Video interview with Stephen Colbert Arhivat în 24 martie 2008, la Wayback Machine. 19 octombrie 2006